# Jeff Kaplan
Pour les articles homonymes, voir Kaplan.
Jeffrey Kaplan dit Jeff Kaplan, était le vice-président de Blizzard Entertainment de 2013 à 2021,,. Il a étudié l’écriture créative à l'université du Sud de la Californie de 1991 à 1995 puis dans l'université de New York de 1996 à 1998, où il a obtenu une maîtrise en beaux-arts. Il vit actuellement en Californie.

## Projet
Jeffrey Kaplan, plus connu sous le pseudonyme de Tigole dans EverQuest, a été repéré par Rob Pardo (en) (un salarié de longue date chez Blizzard Entertainment) pour avoir été le chef de guilde de « Legacy of the Steel » et pour s'être démarqué des autres, durant des raids. Blizzard Entertainment lui a donc proposé de travailler comme testeur dans Warcraft III: Reign of Chaos, de 2002 à 2003. Il est ensuite devenu designer en chef chargé du « world design » (conception de quête, des zones extérieurs, des donjons, des raids, etc.) dans le MMORPG World of Warcraft à partir de 2003. En février 2009, après avoir travaillé plus de 6 ans sur World of Warcraft, il quitte l'équipe de développement du jeu, pour rejoindre celle de Titan (en), un MMORPG non-annoncé à l'époque puis abandonné officiellement plus tard, en 2013[Quand ?]. De 2014 jusqu'en 2021, il était le designer en chef du FPS Overwatch, sorti en 2016.

## Parcours professionnel
Jeffrey Kaplan travaille depuis mai 2002 chez Blizzard Entertainment à Irvine, en Californie où il commença en tant qu’associé game designer. Il resta à ce poste jusqu’à mai 2004. Il fut ensuite promu Game designer  de mai 2004 à janvier 2005. Il eut ensuite le titre de lead game designer car cela faisait 5 ans qu’il exerçait le métier de game designer. En juillet 2008, il devient Directeur de Jeu pour un projet de jeu qui fut finalement abandonné. Il fut donc remit à son poste de lead game designer en novembre 2008, il y resta pendant 2 ans et 5 mois (mars 2012) avant de devenir le directeur exécutif du game design. Il est depuis mars 2013, vice-Président de Blizzard Entertainment et Game Director. Le 20 avril 2021, il annonce via le média IGN qu’il décide de quitter Blizzard après près de 19 ans dans la compagnie.